# Foudia flavicans
Tecelão-de-rodrigues ou foudia-da-rodrigues (Foudia flavicans) é uma espécie de ave da família Ploceidae.
É endémica da Maurícia.
Os seus habitats naturais são: florestas subtropicais ou tropicais húmidas de baixa altitude e matagal húmido tropical ou subtropical.
Está ameaçada por perda de habitat.